# Vir (Słowenia)
Vir – wieś w Słowenii, w gminie Domžale. W 2018 roku liczyła 3435 mieszkańców.